# Krnica, Luče
Krnica este o localitate din comuna Luče, Slovenia, cu o populație de 263 de locuitori.